# Protoventuria straussii
Protoventuria straussii är en svampart som först beskrevs av Sacc. & Roum., och fick sitt nu gällande namn av Sivan. 1974. Protoventuria straussii ingår i släktet Protoventuria och familjen Venturiaceae.   Inga underarter finns listade i Catalogue of Life.